# جون جيمس (لاعب كرة قدم)
جون جيمس (بالإنجليزية: John James)‏ (19 فبراير 1934 في المملكة المتحدة - ) هو لاعب كرة قدم بريطاني في مركز مهاجم داخلي. لعب مع برمنغهام سيتي ونادي توركي يونايتد ونادي مينهيد.